# Фильчагин, Алексей Вячеславович
Алексе́й Вячесла́вович Фильчагин (род. 1 марта 1981) — российский футболист, полузащитник.
В 1998 году сыграл 10 матчей за «Арсенал-3» Тула. Играл за команды второго российского дивизиона «Арсенал-2»/«Динамо» Тула (2000—2003 — 110 игр, 11 голов), «Дон» Новомосковск (2004 — три игры). В чемпионате Белоруссии провёл четыре матча (забил один гол) за МТЗ-РИПО Минск (2004) и один матч за «Динамо» Брест (2005). В 2003 году провёл 11 матчей, забил три гола за «Гидроспецстрой» Тула.